# Alain Cudini
Alain Cudini (ur. 19 kwietnia 1946 roku w Colombes) – francuski kierowca wyścigowy.

## Kariera
Cudini rozpoczął karierę w międzynarodowych wyścigach samochodowych w 1970 roku od startów we Francuskiej Formule 3, gdzie trzykrotnie stawał na podium. Z dorobkiem 37 punktów został sklasyfikowany na siódmej pozycji w klasyfikacji generalnej. W późniejszych latach Francuz pojawiał się także w stawce Francuskiej Formuły Renault, Brytyjskiej Formuły 3 B.R.S.C.C. MCD John Player, 24-godzinnego wyścigu Le Mans, European 2-litre Sports Car Championship for Makes, Europejskiej Formuły 2, French Touring Car Championship, Global GT Championship, World Challenge for Endurance Drivers, World Championship for Drivers and Makes, FIA World Endurance Championship, French Touring Car Championship, Renault 5 Turbo Eurocup, World Touring Car Championship, Deutsche Tourenwagen Meisterschaft, Porsche 944 Turbo Cup France, French Supertouring Championship, FIA Touring Car Challenge, Championnat de France Supertourism oraz Belgian Procar.
W Europejskiej Formule 2 Francuz wystartował w trzech wyścigach sezonu 1974 z francuską ekipą Ecurie Elf. Z dorobkiem dwóch punktów został sklasyfikowany na szesnastej pozycji w klasyfikacji generalnej.